# Sendjas
Sendjas là một đô thị thuộc tỉnh Chlef, Algérie. Dân số thời điểm năm 2002 là 26.228 người.